# Mário Silva
Mário Fernando Magalhães da Silva (Porto, 24 aprile 1977) è un allenatore di calcio ed ex calciatore portoghese, di ruolo difensore, tecnico dell'Al-Najma.

## Carriera

### Club
Mário Silva comincia la propria carriera giocando per il Boavista, club con il quale disputerà le prime 4 stagioni per poi trasferirsi al Nantes, con cui si laurea campiona di Francia. Farà ritorno in patria, al Porto, dove conquisterà due campionati, una coppa nazionale, una Coppa UEFA e una Champions League. Dopo due annate trascorse nelle file di club spagnoli sceglierà di chiudere la propria carriera a Cipro.

### Nazionale
Nel 1995 ha partecipato ai Mondiali Under-20; in seguito ha giocato anche nella nazionale portoghese Under-21.
Ha disputato la sua unica partita in nazionale maggiore nel 2002, l'amichevole contro la Finlandia giocata il 27 marzo, in cui disputò il primo tempo e fu sostituito da Capucho.

## Statistiche

### Statistiche da allenatore
Statistiche aggiornate al 19 gennaio 2025. 
In grassetto le competizioni vinte.
| Stagione           | Squadra            | Campionato         | Campionato | Campionato | Campionato | Campionato | Coppe nazionali | Coppe nazionali | Coppe nazionali | Coppe nazionali | Coppe nazionali | Coppe continentali | Coppe continentali | Coppe continentali | Coppe continentali | Coppe continentali | Altre coppe | Altre coppe | Altre coppe | Altre coppe | Altre coppe | Totale | Totale | Totale | Totale | % Vittorie | Piazzamento |
| Stagione           | Squadra            | Comp               | G          | V          | N          | P          | Comp            | G               | V               | N               | P               | Comp               | G                  | V                  | N                  | P                  | Comp        | G           | V           | N           | P           | G      | V      | N      | P      | %          | Piazzamento |
| ------------------ | ------------------ | ------------------ | ---------- | ---------- | ---------- | ---------- | --------------- | --------------- | --------------- | --------------- | --------------- | ------------------ | ------------------ | ------------------ | ------------------ | ------------------ | ----------- | ----------- | ----------- | ----------- | ----------- | ------ | ------ | ------ | ------ | ---------- | ----------- |
| giu.-lug. 2020     | Almería            | SD                 | 7          | 2          | 2          | 3          | CR              | -               | -               | -               | -               | -                  | -                  | -                  | -                  | -                  | -           | -           | -           | -           | -           | 7      | 2      | 2      | 3      | 28,57      | Sub., 4º    |
| ago.-dic. 2020     | Rio Ave            | PL                 | 11         | 2          | 5          | 4          | CP+CdL          | 2+0             | 2+0             | 0+0             | 0+0             | UEL                | 3                  | 1                  | 2                  | 0                  | -           | -           | -           | -           | -           | 16     | 5      | 7      | 4      | 31,25      | Eson.       |
| gen.-giu. 2022     | Santa Clara        | PL                 | 17         | 5          | 9          | 3          | CP+CdL          | 0+1             | 0+0             | 0+0             | 0+1             | -                  | -                  | -                  | -                  | -                  | -           | -           | -           | -           | -           | 18     | 5      | 9      | 4      | 27,78      | Sub., 7º    |
| 2022-gen. 2023     | Santa Clara        | PL                 | 15         | 3          | 4          | 8          | CP+CdL          | 1+4             | 0+0             | 0+1             | 1+3             | -                  | -                  | -                  | -                  | -                  | -           | -           | -           | -           | -           | 20     | 3      | 5      | 12     | 15,00      | Eson.       |
| Totale Santa Clara | Totale Santa Clara | Totale Santa Clara | 32         | 8          | 13         | 11         |                 | 6               | 0               | 1               | 5               |                    | -                  | -                  | -                  | -                  |             | -           | -           | -           | -           | 38     | 8      | 14     | 16     | 21,05      |             |
| 2024-2025          | Al-Najma           | SFD                | 24         | 13         | 4          | 7          | KC              | 2               | 1               | 0               | 1               | -                  | -                  | -                  | -                  | -                  | -           | -           | -           | -           | -           | 26     | 14     | 4      | 8      | 53,85      |             |
| Totale carriera    | Totale carriera    | Totale carriera    | 74         | 25         | 24         | 25         |                 | 10              | 3               | 1               | 6               |                    | 3                  | 1                  | 2                  | 0                  |             | -           | -           | -           | -           | 87     | 29     | 27     | 31     | 33,33      |             |

### Cronologia presenze e reti in nazionale
| Cronologia completa delle presenze e delle reti in nazionale ― Portogallo | Cronologia completa delle presenze e delle reti in nazionale ― Portogallo | Cronologia completa delle presenze e delle reti in nazionale ― Portogallo | Cronologia completa delle presenze e delle reti in nazionale ― Portogallo | Cronologia completa delle presenze e delle reti in nazionale ― Portogallo | Cronologia completa delle presenze e delle reti in nazionale ― Portogallo | Cronologia completa delle presenze e delle reti in nazionale ― Portogallo | Cronologia completa delle presenze e delle reti in nazionale ― Portogallo |
| Data                                                                      | Città                                                                     | In casa                                                                   | Risultato                                                                 | Ospiti                                                                    | Competizione                                                              | Reti                                                                      | Note                                                                      |
| ------------------------------------------------------------------------- | ------------------------------------------------------------------------- | ------------------------------------------------------------------------- | ------------------------------------------------------------------------- | ------------------------------------------------------------------------- | ------------------------------------------------------------------------- | ------------------------------------------------------------------------- | ------------------------------------------------------------------------- |
| 27-3-2002                                                                 | Porto                                                                     | Portogallo                                                                | 1 – 4                                                                     | Finlandia                                                                 | Amichevole                                                                | -                                                                         | 46’                                                                       |
| Totale                                                                    |                                                                           | Presenze                                                                  | 1                                                                         |                                                                           | Reti                                                                      | 0                                                                         |                                                                           |

## Palmarès

### Giocatore

#### Competizioni nazionali
- Coppa del Portogallo: 2

Boavista: 1996-1997
Porto: 2002-2003
- Supercoppa di Portogallo: 3

Boavista: 1997
Porto: 2001, 2003
- Campionato francese: 1

Nantes: 2000-2001
- Campionato portoghese: 2

Porto: 2002-2003, 2003-2004

#### Competizioni internazionali
- Coppa UEFA: 1

Porto: 2002-2003
- UEFA Champions League: 1

Porto: 2003-2004

### Allenatore

#### Competizioni giovanili
- UEFA Youth League: 1

Porto: 2018-2019